# Petr Svoboda
Petr Svoboda (República Checa, 10 de octubre de 1984) es un atleta checo especializado en la prueba de 60 m vallas, en la que consiguió ser medallista de bronce europeo en pista cubierta en 2017.

## Carrera deportiva
En el Campeonato Europeo de Atletismo en Pista Cubierta de 2017 ganó la medalla de bronce en los 60 m vallas, con un tiempo de 7.53 segundos, tras el británico Andrew Pozzi (oro con 7.51 segundos) y el francés Pascal Martinot-Lagarde (plata con 7.52 segundos).